# Madeleine-Françoise Calais
Madeleine-Françoise Calais, född 1713, död efter 1740, var en fransk tandläkare. Hon blev 1740 den första kvinnliga tandläkaren i Frankrike. 
Madeleine-Françoise Calais accepterades som lärling hos tandläkaren Gérandly i Paris vid arton års ålder 1732. Hon blev fullärd 1735, och arbetade som assisterande tandläkare i fem år. 
Calais ansökte 1740 om licens som tandläkare hos Paris kirurgiska sällskap för att kunna öppna egen praktik. Hon passerade framgångsrik alla kunskapskrav. Eftersom tandläkarna inte hade något skrå, fanns det inga lagliga hinder för en kvinna att utöva yrket, men eftersom någon licens aldrig förut utfärdats för en kvinna, rådfrågades Parisparlamentet och kungliga kirurgen François Gigot de la Peyronie. Peyronie avslog först ansökan, men ändrade sedan uppfattning och godkände den med argumentet att väldigt få yrken var öppna för kvinnor, och en intelligent och hårt arbetande kvinna måste ha någon möjlighet att försörja sig själv. 
Madeleine-Françoise Calais öppnade sin egen praktik, och ska ha haft en framgångsrik verksamhet, särskilt anlitad av kvinnor. Hon har kallat Frankrikes första kvinnliga tandläkare. Detta var dock innan tandläkaryrket blev fullt reglerat. 